# Real Colegiata de San Fernando
La Real Colegiata de San Fernando o Real Colegiata de Nuestra Señora de Covadonga es una colegiata situada en el Real Sitio de Covadonga, en Asturias (España). Fue declarado monumento nacional en 1884 y convertido en Bien de Interés Cultural en 1985.
Construida entre 1585 y 1599, es el edificio más antiguo del Santuario. Se erigió durante el obispado de Diego Aponte Quiñones sobre el solar de un primer monasterio, según indican los sepulcros románicos que se conservan en el claustro.
De aspecto austero y planta rectangular a dos alturas distribuida envolviendo un patio. El interior se cubre con bóveda de crucería. El cuerpo bajo tiene arcos sobre pilares, mientras que el segundo tiene una balaustrada torneada y en uno de sus extremos hay una torre cúbica. Su portada se decora con molduras barrocas teniendo encima un balcón y encima de éste un ático blasonado que termina en un frontón triangular. Para los muros se utiliza mampostería, con sillería en las esquinas.
A lo largo de los siglos ha sufrido diversas remodelaciones y un derrumbe de la montaña afectó a parte de la Colegiata. Se distingue además por el color de sus muros en un tono amarillo-ocre.

## Galería

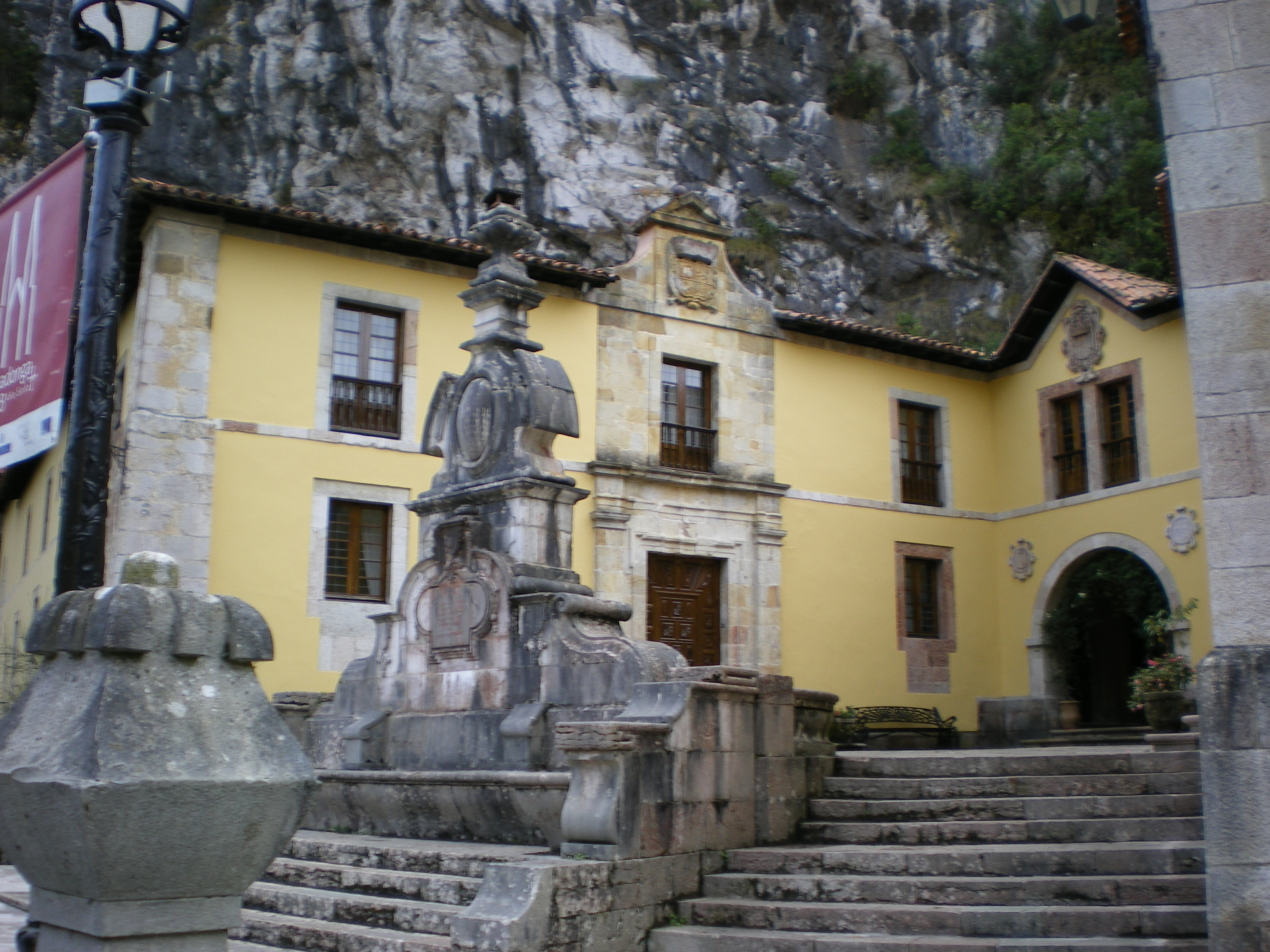
Entrada
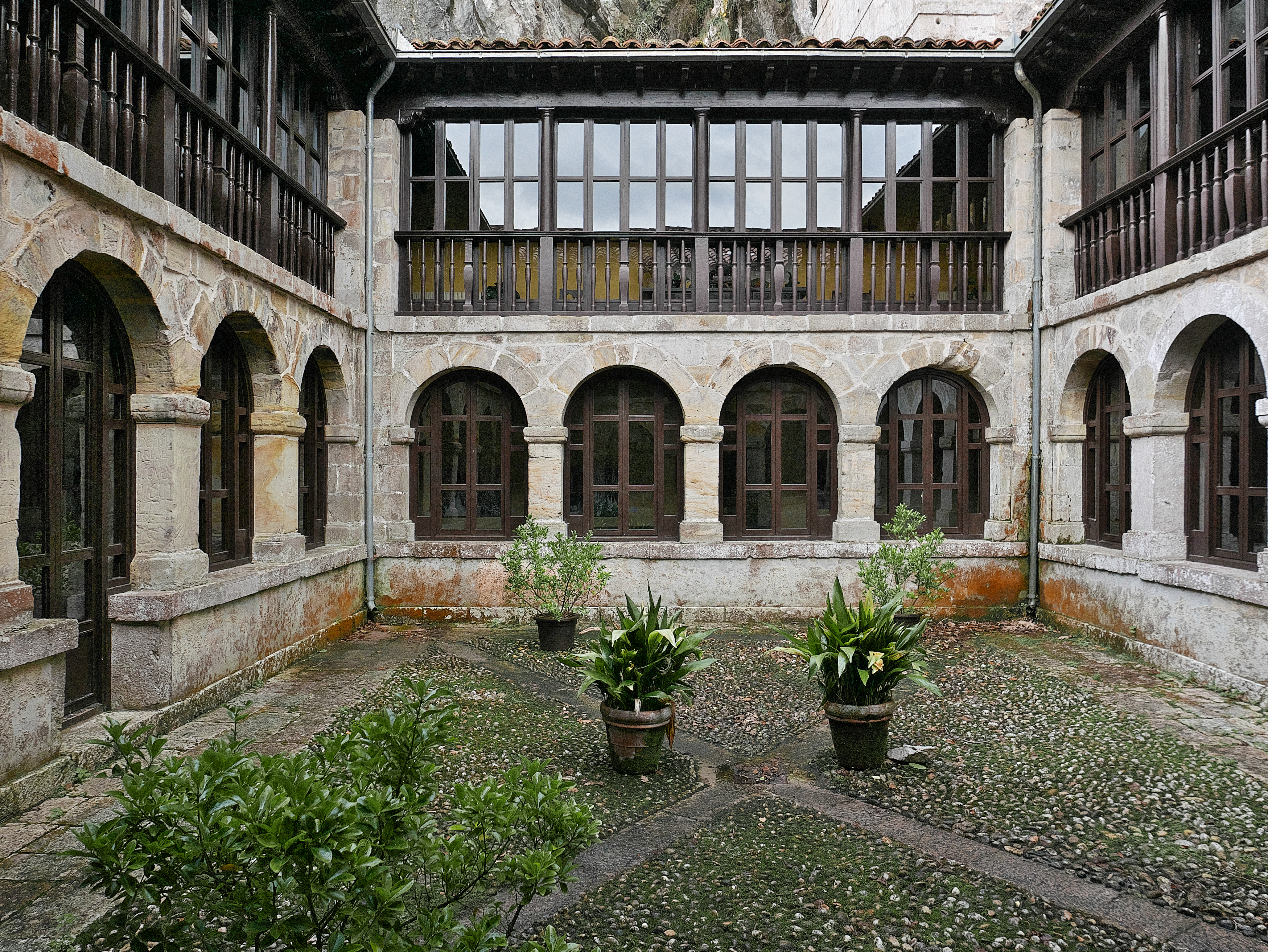
Claustro
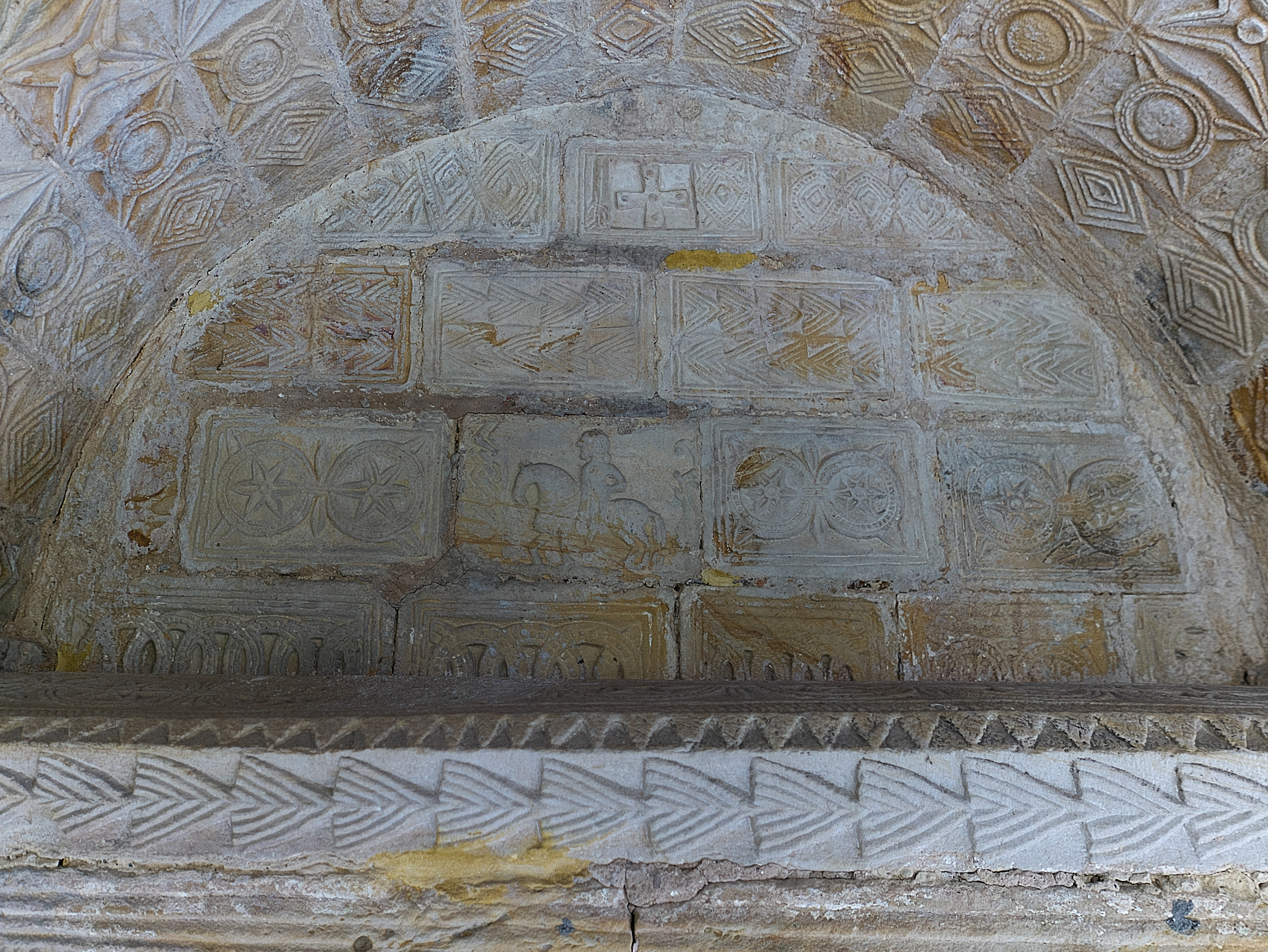
Sepulcro
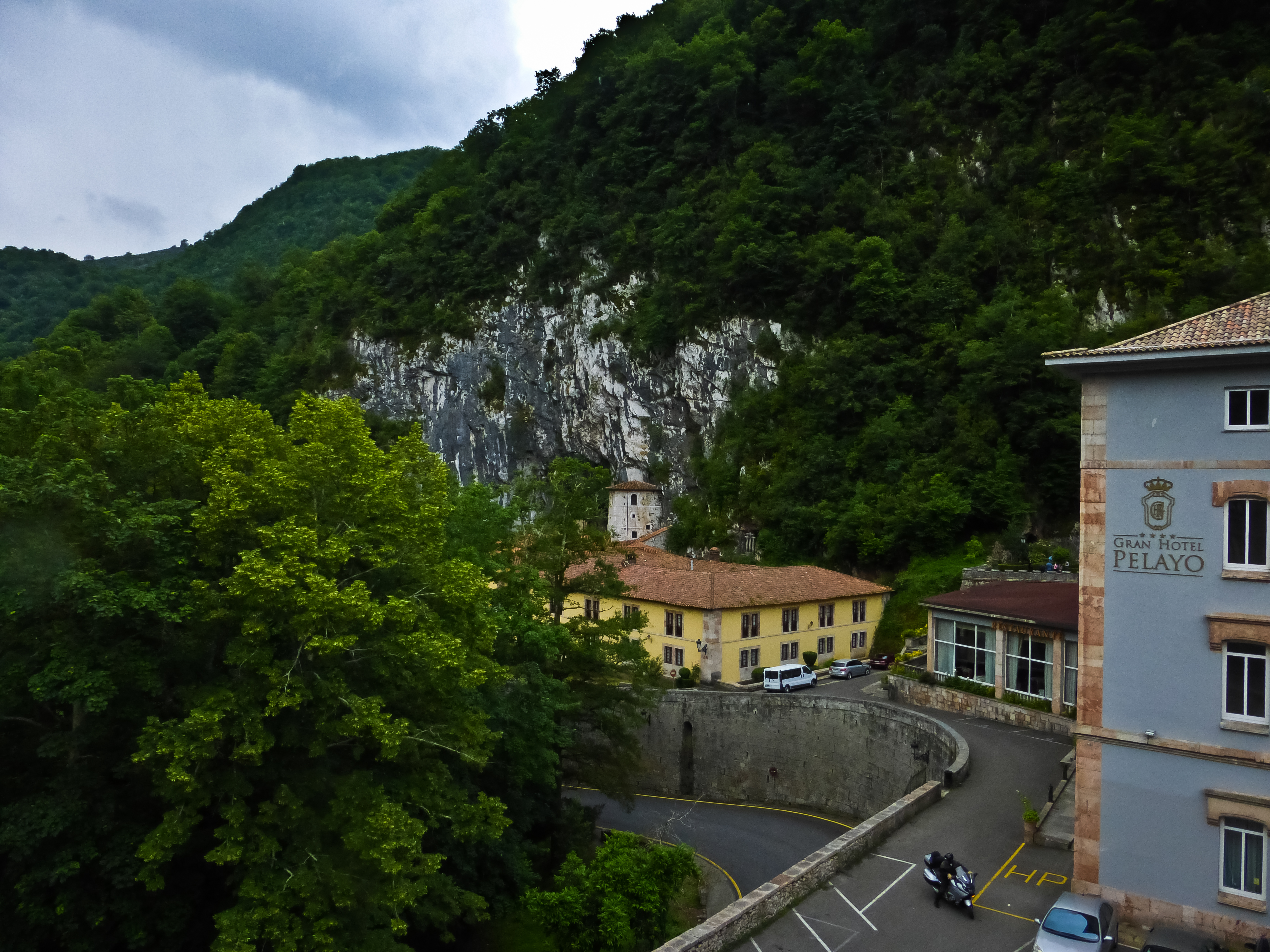
La Colegiata desde la basílica
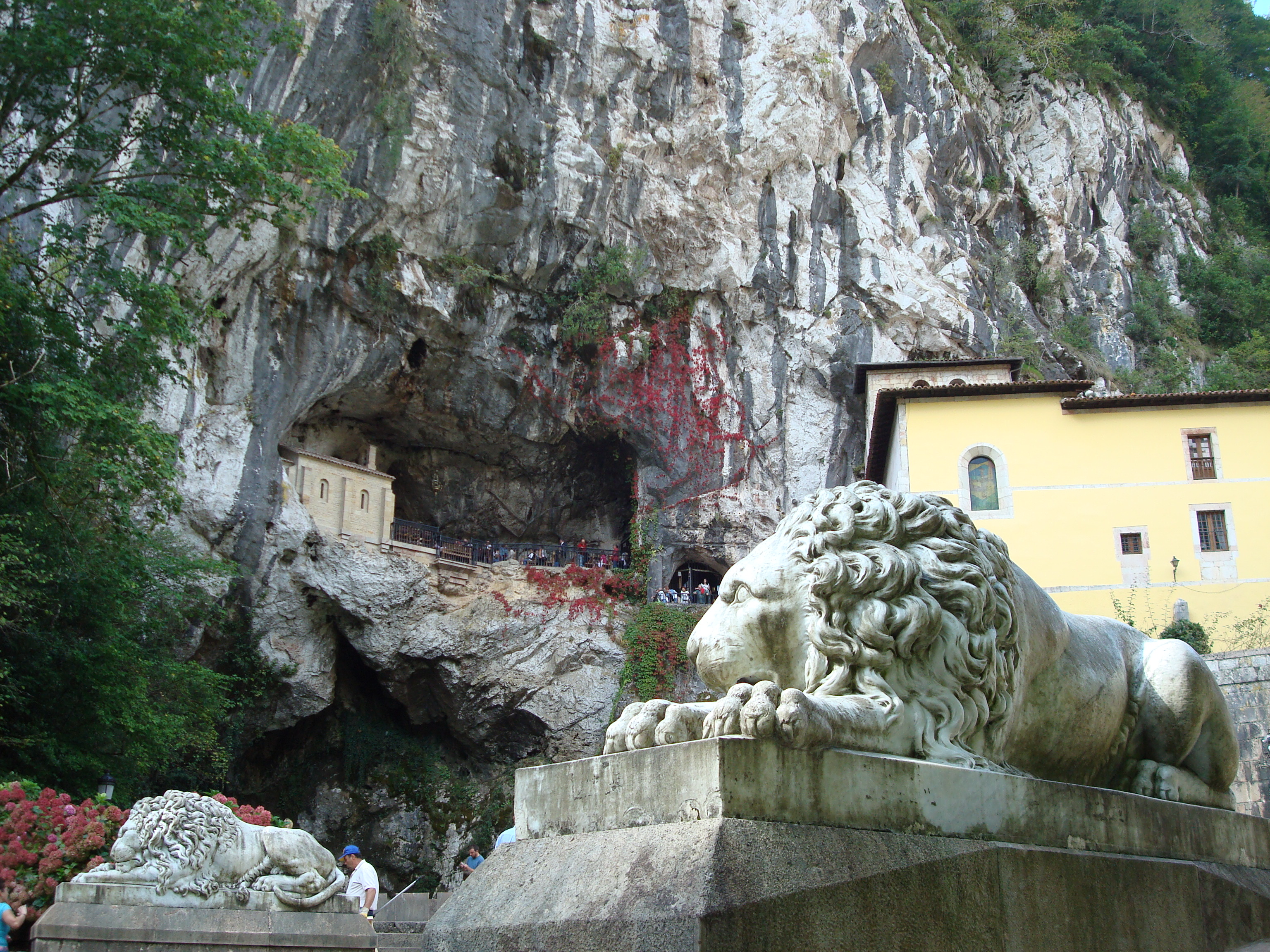
La Colegiata desde la entrada al santuario